# Florian Guillou
Florian Guillou (Concarneau, 29 dicembre 1982) è un ex ciclista su strada francese, attivo dal 2007 al 2015.

## Palmarès

### Strada
- 2006 (Juniores, una vittoria)

3ª tappa - parte B Kreiz Breizh Elites (Callac > Callac)
- 2007 (Unibet.com, una vittoria)

2ª tappa Ronde van Vlaams-Brabant (Haasrode > Haasrode)

#### Altri successi
- 2011 (Bretagne-Schuller)

Prologo Tour Alsace (Sausheim, cronosquadre)
- 2014 (Bretagne-Séché)

Classifica scalatori Tour du Haut-Var

## Piazzamenti

### Grandi Giri
- Tour de France

2014: 62º